# Eupithecia nordeggensis
Eupithecia nordeggensis är en fjärilsart som beskrevs av Louis W. Swett och Samuel E. Cassino 1922. Eupithecia nordeggensis ingår i släktet Eupithecia och familjen mätare. Inga underarter finns listade i Catalogue of Life.